# Rolls-Royce 20/25
O Rolls-Royce 20/25 é o segundo modelo básico da Rolls-Royce Limited entre guerras. Produzido entre 1929 e 1936, foi muito popular, tornando-se o Rolls-Royce mais vendido do período. Seu sucesso permitiu que a Rolls-Royce sobrevivesse à Grande Depressão e permanecesse como uma das grandes marcas do mundo. Foram produzidos 3.827 modelos 20/25, e mais de 70% deles ainda estão em uso.

## Origem
O 20/25 substituiu o bem-sucedido Rolls-Royce Twenty de 20 hp, lançado em 1922. O público-alvo do 20/25 era o mesmo do Twenty: o mercado de luxo, com motoristas particulares. O projeto para desenvolver a próxima geração de 20 hp recebeu o codinome Goshawk. O objetivo do novo modelo era aumentar a potência e o desempenho. Isso foi alcançado aumentando o diâmetro interno de 3 para 3,25 polegadas. O curso permaneceu inalterado em 4,5 polegadas. Isso aumentou a cilindrada em 17%, de 3.128 cc para 3.675 cc, e elevou a classificação RAC para 25,4 hp.
O novo modelo 20/25 estreou no Salão do Automóvel de Olympia de 1929. Mostrou-se muito popular e tornou-se o maior sucesso da Rolls-Royce no período entreguerras. Foram produzidos 3.827 20/25 – mais que o dobro do seu irmão maior, o Phantom II. A popularidade do 20/25 salvou a Rolls-Royce na década de 1930. Em 1936, o modelo 20/25 foi substituído pelo 25/30, cujo diâmetro interno foi aumentado para 3,5 polegadas. Em 1938, o 25/30 recebeu um novo chassi com suspensão dianteira independente e tornou-se o Wraith.
O 20/25 também permitiu à Rolls-Royce capitalizar rapidamente a aquisição da Bentley Motors Ltd. em 1931. Como parte da integração da aquisição, a gerência da Rolls-Royce descontinuou o Bentley 8 Litre devido à sobreposição de mercado percebida com o Phantom II. Isso significou que a aquisição trouxe consigo a marca Bentley; dívidas; engenheiros; e funcionários da fábrica, mas nenhum carro para produzir. Eles rapidamente decidiram criar um novo Bentley usando o motor 20/25 com algumas adaptações e um chassi que havia sido desenvolvido para um Rolls-Royce de 2¾ litros, que havia sido concebido como uma versão econômica do 20/25, mas havia sido cancelado. Isso formou a base do primeiro "Derby Bentley" – o Bentley 3.5 Litre. O modelo fez muito sucesso; ficou conhecido como o "Carro Esportivo Silencioso"; e foi outra grande contribuição do 20/25 para o sucesso da Rolls-Royce.

## Carroceria
A Rolls-Royce fabricava apenas o chassi e as peças mecânicas. A carroceria era fabricada e montada por uma encarroçadora escolhida pelo proprietário. Entre as encarroçadoras mais respeitadas que produziram carrocerias para carros Rolls-Royce estão Park Ward, Thrupp & Maberly, H. J. Mulliner & Co., Carlton e Hooper.

## Galeria

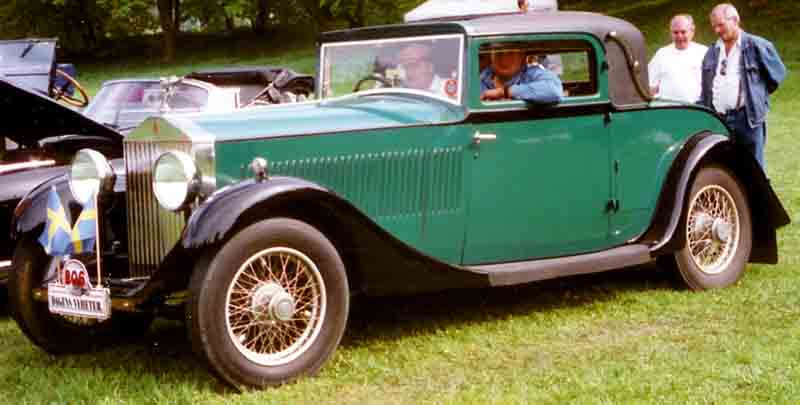
Rolls-Royce 20/25 Fixed Head Coupé 1932
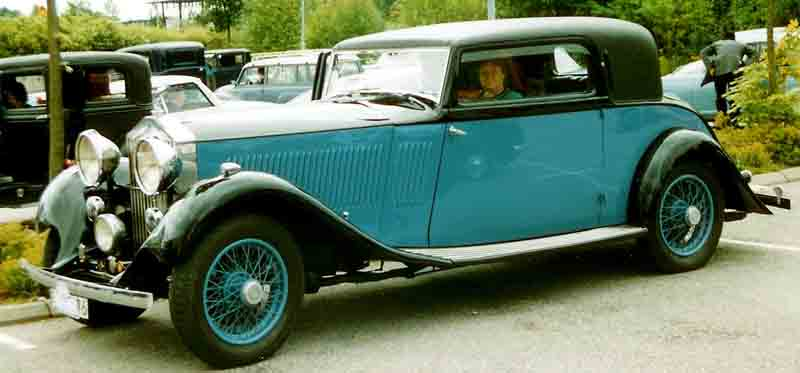
Rolls-Royce 20/25 Fixed Head Coupé 1933
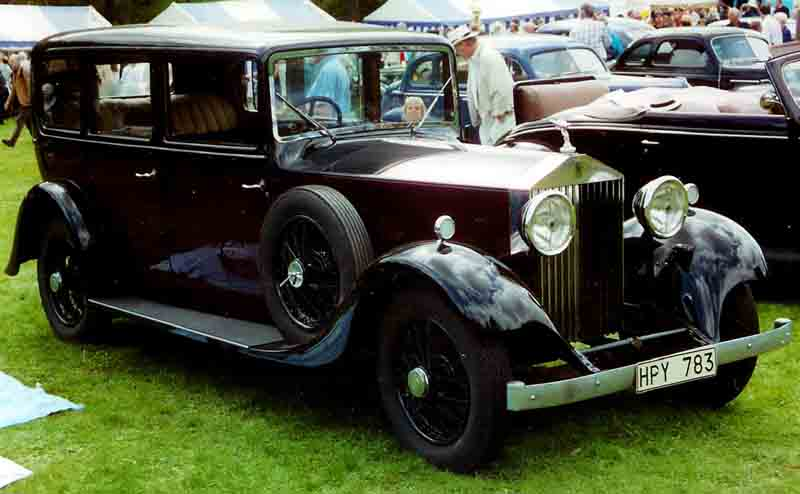
Rolls-Royce 20/25 Limousine 1933
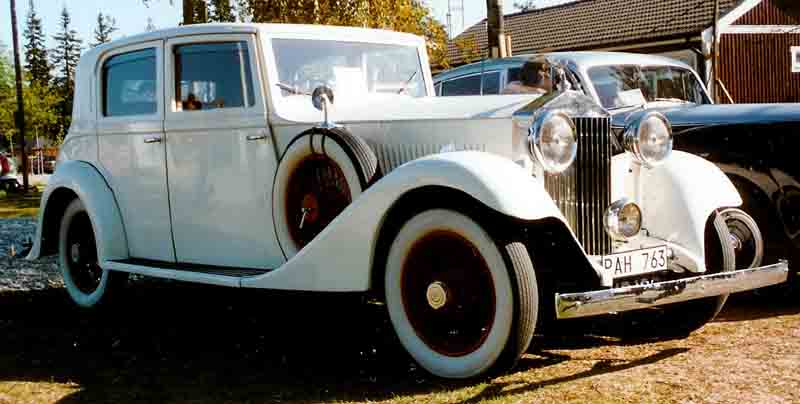
Rolls-Royce 20/25 Saloon 1933
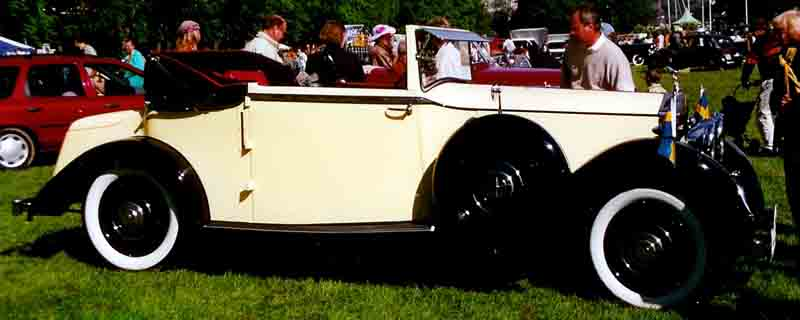
Rolls-Royce 20/25 Drophead Coupé 1934
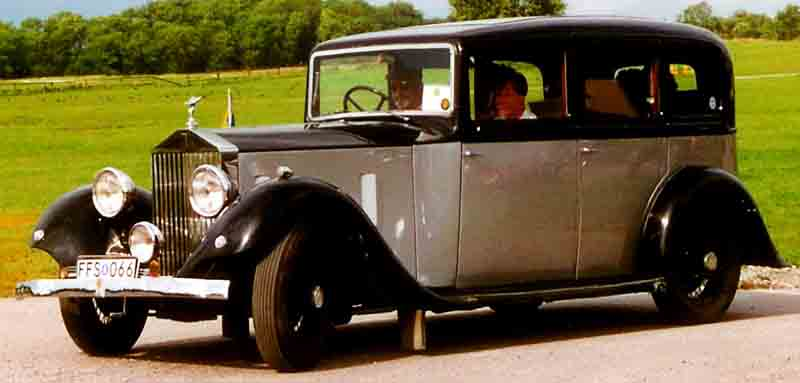
Rolls-Royce 20/25 Limousine 1935
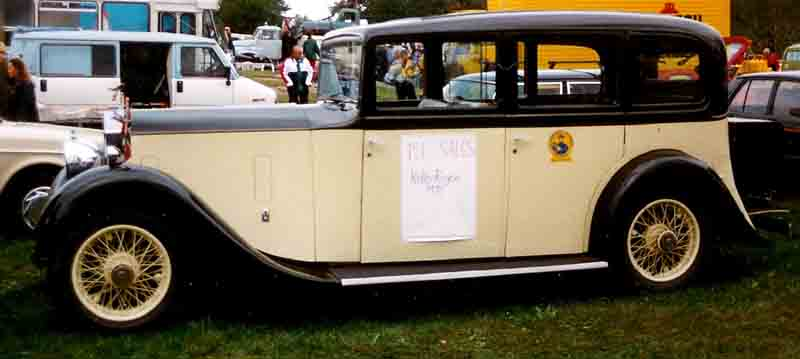
Rolls-Royce 20/25 Limousine 1935
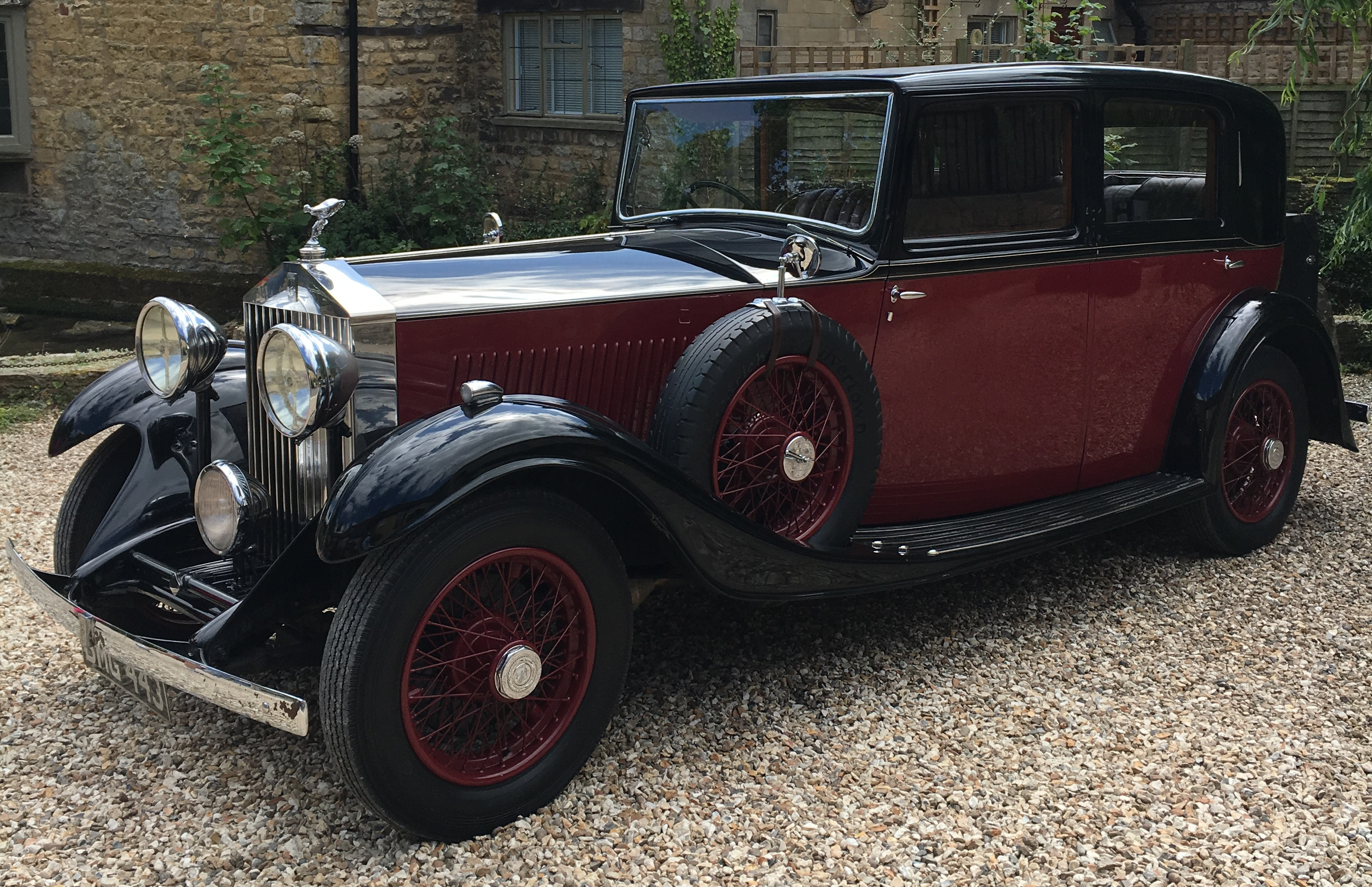
Rolls-Royce 20/25 Limousine HJ Mulliner 1934
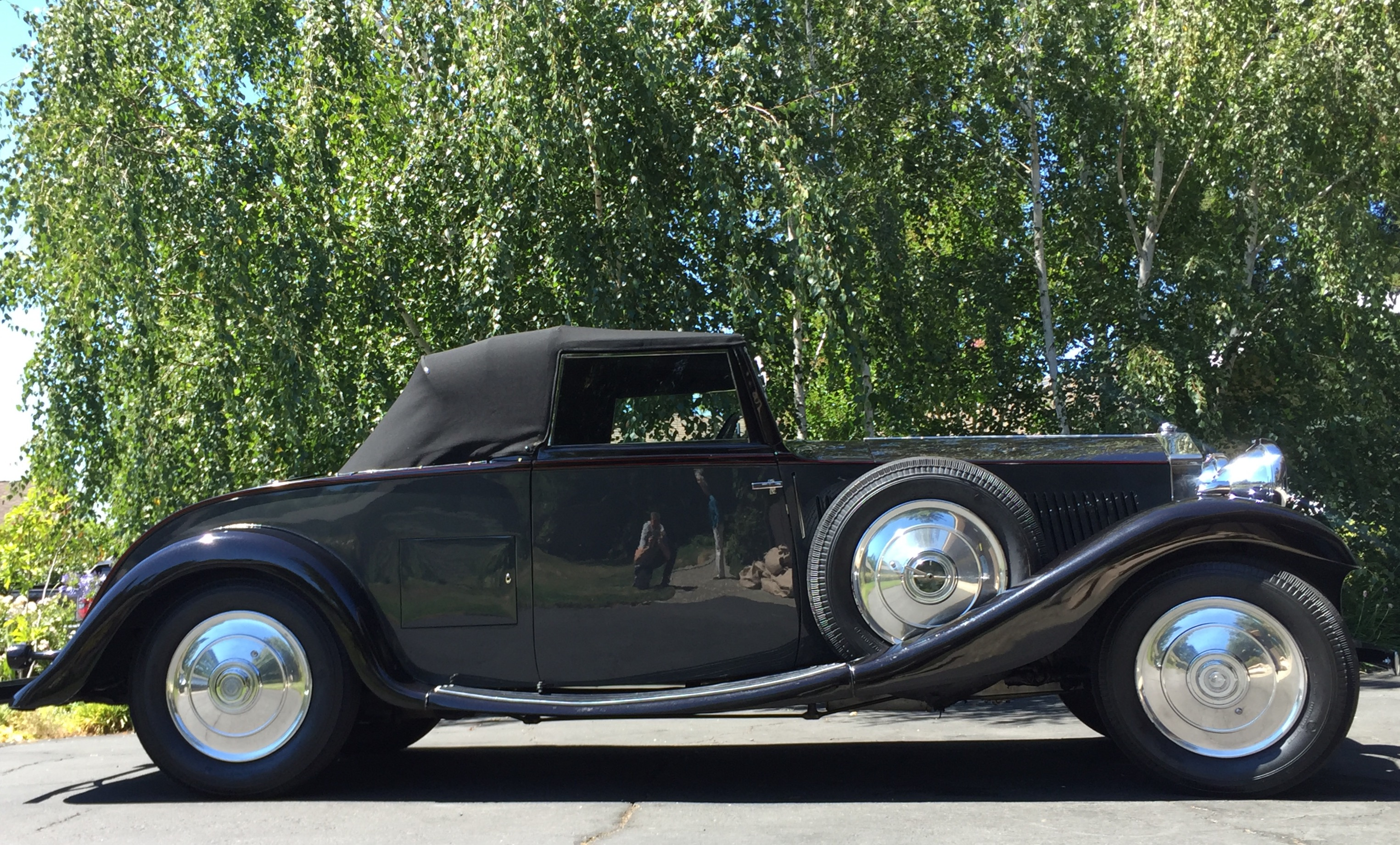
20/25 Carlton Drophead Coupé 1933